# 下顎枝垂直骨切り術
下顎枝垂直骨切り術（かがくしすいちょくこつきりじゅつ、Intraoral Vertical Ramus Osteotomy:IVRO）は下顎骨に対する外科矯正手術の一つ。下顎切痕から垂直に離断する術式で、下顎前突症、下顎後退症などの治療に用いる術式である。

## 対象疾患
大きな前方移動が必要な症例を除くすべての下顎骨の顎変形症が対象となるが、適応困難な症例もある。また、顎関節症のうち、復位性円板転位に対する治療として、咀嚼筋の剥離とともに行う。

## 歴史
下顎切痕から下顎枝を垂直に骨きりする手術が最初に報告されたのは1954年である。これは口外法、すなわち、口腔外の皮膚を切開し、下顎枝外側を露出させて、バーにて切除し、移動に伴い重なりあう骨皮質を切除するなどを行う手術法であり、皮膚の瘢痕や咬合異常などの問題があった。その後口腔内から切開を行う方法が1968年に報告され、以降、多くの術式の改良や、術後の治療の確立がなされたことから、一般的な外科矯正手術の一つとなった。

## 術式
単純で、比較的容易とされているが、適切に行われなければ、様々な偶発症、後遺症が発生する。
まず、浸潤麻酔後に外斜線上に、粘膜及び骨膜の切開を行い、粘膜および骨膜の剥離を行う。原法では下顎枝内側は剥離しないこととなっているが、日本人の場合は顎動脈の走行位置の違いから、剥離した上で、保護するべきではないかと考えられている。
骨きり部を明示し、下顎孔の後方で、下顎切痕から下顎下縁までの切除線を確認し、骨きりを行い、内側翼突筋を剥離し、術前に作成していたシーネで咬合位置を確認し、干渉部位を切除した上で仮固定を行い、創を縫合し、上下顎骨を顎間固定する。

## 合併症及び偶発症
本手術における重大な合併症として、顎動脈の損傷がある。この場合、圧迫などの止血は無効で、損傷した血管の（場合によっては上流に当たる外頸動脈の）結紮が必要であるとされ、その発生頻度は下顎枝矢状分割術よりも高いとの報告もある。